# Cotidiano (telejornal)
Cotidiano foi um telejornal produzido e exibido pela TV Tribuna de Recife, afiliada à Rede Bandeirantes, entre 1991 e 2012.

## História
Foi descontinuado no mesmo ano em que a Tribuna passou a ser afiliada à Rede Bandeirantes e não mais à RecordTV, possivelmente por falta de apresentadores e equipe técnica capaz de mantê-lo no ar.[carece de fontes?] Foi substituído pela versão pernambucana do esportivo Jogo Aberto.